# World War Z (jogo eletrônico)
World War Z é um jogo de tiro em terceira pessoa desenvolvido e publicado pela Saber Interactive. Foi lançado para Microsoft Windows, PlayStation 4 e Xbox One em 16 de abril de 2019, e uma nova versão para Nintendo Switch foi lançada em 2 de novembro de 2021 e para o Google Stadia em 5 de abril de 2022. Já as versões para PlayStation 5 e Xbox Series X/S foram lançadas em 24 de janeiro de 2023. Vagamente baseado no romance de 2006 World War Z e ambientado no mesmo universo da adaptação cinematográfica de 2013, o jogo segue um grupo de quatro sobreviventes durante um apocalipse zumbi.

## Jogabilidade
O jogo se baseia em um jogo de tiro em terceira  e primeira pessoa em que quatro jogadores enfrentam enormes hordas de zumbis em sete locais diferentes, incluindo Nova Iorque, Jerusalém, Moscovo, Tóquio, Marselha, Roma e Camecháteca. Cada local, ou episódio como é conhecido no jogo, está dividido em 3-5 níveis individuais. Depois de completar um nível, os jogadores recebem “suprimentos” conforme uma derrota ou vitória subsequente. Os mantimentos podem ser utilizados para melhorar as armas e desbloquear novos acessórios. As regalias podem ser compradas para categorias específicas utilizando os consumíveis.
Os jogadores podem escolher entre oito categorias: o Gunslinger (especializado em alcance), o Hellraiser (especializado em explosivos), o Fixer (engenheiro), o Medic (curandeiro), o Slasher (especializado em combate corpo a corpo), o Exterminator (especializado em controlo de multidões), o Dronemaster (apoio) e o Vanguard (defesa). Podem ser desbloqueadas novas vantagens para cada categoria à medida que os jogadores continuam a progredir no jogo.
O jogo pode suportar até 1.000 inimigos que aparecem no ecrã em simultâneo, e estes podem subir uns aos outros para alcançar jogadores de um nível superior. Os jogadores podem recolher diferentes itens no campo de batalha, mas a sua localização é gerada processualmente. Além de combaterem os zumbis, os jogadores têm de completar diferentes objetivos, como escoltar sobreviventes, em cada local.
O jogo inclui cinco modos multijogador competitivos. O modo Jogador vs Jogador vs Zumbi coloca duas equipes de jogadores uma contra a outra enquanto as hordas de zumbis atacam ambas as equipes.

## Desenvolvimento
Cerca de 100 pessoas da Saber Interactive trabalharam no desenvolvimento do jogo. O estúdio decidiu utilizar a licença do filme World War Z para o jogo por considerar que havia demasiados riscos envolvidos na comercialização de uma nova propriedade. Matt Karch, Diretor Executivo da Saber Interactive, descreveu o jogo como a combinação do filme de 2013 e do romance de 2006. Gerry Lane, a personagem interpretada por Brad Pitt no filme de 2013, não aparece no jogo, uma vez que a equipe optou por introduzir vários sobreviventes com as suas próprias histórias. A equipe se inspirou em The Chronicles of Riddick: Escape from Butcher Bay quando estava explorando a forma de incorporar elementos do filme e do livro no jogo. Left 4 Dead também inspirou os criadores quando elaboravam a gameplay do jogo. Foi utilizado um motor de jogo proprietário chamado Swarm Engine para alimentar o jogo e representar as enormes hordas de inimigos.

## Recepção
De acordo com o agregador de críticas Metacritic, o jogo recebeu “críticas mistas ou médias” dos críticos. A Game Informer comparou o jogo com a série Left 4 Dead e elogiou a sua mecânica de tiro, os seus efeitos visuais e a sua história, mas criticou a sua banda sonora e a falta de interações não vocais com os jogadores.
Foi o jogo mais vendido a retalho no Reino Unido na semana do seu lançamento. Em 23 de abril de 2019, tinham sido vendidas mais de 1 milhão de unidades do jogo. Vendeu quase 2 milhões de cópias no primeiro mês após o lançamento. No Japão, a versão para PlayStation 4 de World War Z vendeu 27 872 cópias na primeira semana de lançamento, em setembro de 2019, ocupando o sétimo lugar na tabela de vendas de videojogos em todos os formatos.
Em outubro de 2019, mais de 3 milhões de unidades foram vendidas.

## Adaptação
Uma mesa de pinball inspirada no jogo foi lançada pela Zen Studios para Pinball FX em 21 de abril de 2022. Foi a primeira mesa nessa plataforma a incorporar imagens de vídeo de outro jogo de vídeo, embora as animações DMD já tivessem sido utilizadas em algumas mesas para o Pinball FX3. Na altura do lançamento, a Zen Studios fazia parte da Saber Interactive.